# Castello di Monticelli
Das Castello di Monticelli ist eine abgegangene mittelalterliche Burg, vermutlich an der Stelle, an der heute die Villa Mariotti-Micheli steht, in der Nähe der Kirche San Donnino, in Monticelli Terme, einem Ortsteil von Montechiarugolo in der italienischen Region Emilia-Romagna.

## Geschichte
Die Verteidigungsburg wurde ursprünglich im Auftrag des Bistums Parma Anfang des 10. Jahrhunderts errichtet; ihre Investitur in dieses Lehen bestätigte 980 Kaiser des Heiligen Römischen Reiches, Otto II.
Um die Mitte des 12. Jahrhunderts übernahm die Stadt Parma die Macht in der Region. In der ersten Hälfte des 14. Jahrhunderts waren die Stadt Parma und das zugehörige Territorium Zankapfel zahlreicher Familien: 1303 wurde Giberto III. da Correggio Herr von Parma und wurde dann 1316 vertrieben. 1335 bemächtigte der Herr von Verona, Mastino II. della Scala der Stadt, aber 1341 eroberte sie Azzo da Correggio zurück, der, vermutlich im selben Jahr, einige Zeit lang im Castello di Monticelli den Dichter Francesco Petrarca zu Gast hatte. 1344 verkaufte Azzo da Correggio Parma an den Markgrafen von Ferrara, Obizzo III. d’Este, der es seinerseits 1346 an den Herzog von Mailand, Luchino Visconti, weiterverkaufte.
1402, nach dem Tod von Gian Galeazzo Visconti bemächtigte sich Ottobuono Terzi der Stadt, wobei er die Rossis verjagte, die als Reaktion darauf damit begannen, eine Reihe von Raubzügen im gesamten Gebiet von Parma durchzuführen. Siedlung und Burg von Monticelli wurden 1403 unter Feuer und Schwert gelegt, ebenso wie 1404. 1406 investierte der Herzog Giovanni Maria Visconti den Condottiere Guido Torelli, der mit den Terzis alliiert war, in das Castello di Montechiarugolo und das zugehörige Lehen, zu dem auch das Castello di Monticelli gehörte.
Das letzte Zeugnis für die Existenz der Festung stammt von 1482, als Giacomo de’ Rossi während des Krieges der Rossis nach der Eroberung des Castello di Basilicanova sich für die Republik Venedig in den Besitz des Castello di Monticelli brachte, und zwar bis zum Ende des Konfliktes. Vielleicht wurde die Burg bei dieser Gelegenheit zerstört.
Später wurde über die Ruinen die Villa Mariotti-Micheli errichtet, die 1830 in klassizistischem Stil restauriert wurde. In diesem Gebäude gibt es eine Kohlezeichnung von Petrarca, die der Sage nach von seinem Aufenthalt im Castello di Monticelli stammen soll.